# Райгородоцький рудник
Райгородоцький рудник — виробничий майданчик на півночі Казахстану в Бурабайському районі Акмолінської області, де провадять розробку золотих родовищ Північний Райгородок та Південний Райгородок.
Наявність золотого зруднення в районі майбутнього рудника виявили в 1996 році. З 2008-го почали видобуток в кар'єрі Північний Райгородок, причому первісно родовище вважалось малим, а строк його служби оцінювали лише в 5 років. До 2014-го обсяги видобутку становили близько 0,5 тонни золота на рік, а в 2015-му із запуском розташованого за 3 км кар'єра Південний Райгородок зросли до 1 тонни золота при виїмці 1,2 млн тонн руди.
Станом на 2018 рік очікувався запуск третьої дробильної установки, яка б довела потужність підприємства до 2 млн тонн руди на рік, при цьому роботи в кар'єрі Південний Райгородок велись на глибині в 45 метрів, а всього максимальна глибина цього об'єкту планувалась на рівні у 350 метрів.
Після виробітки розташованих близько до поверхні окиснених руд розпочали виїмку сульфідних. Останні потребували іншої технології переробки, для чого в 2022 році запустили нову збагачувальну фабрику потужністю 5 млн тонн руди на рік, що мало довести випуск продукції до 6 тонн на рік і зробити Райгородоцький рудник одним з найбільших виробників золота в Казахстані. При цьому річний видобуток з кар'єрів мав становити близько 8,4 млн тонн зі складуванням частини руди для переробки в наступні роки.
Запаси родовищ на кінець 2010-х оцінювались за казахськими стандартами у 108 тонн золота. Також існувала оцінка за стандартом JORC у 185 тонн ресурсів, з яких економічно рентабельними визнали 100 тонн. Як наслідок, плановий строк розробки істотно подовжили.
Роботи на руднику провадить компанія RG Gold, власником якої з 2014-го є група «Верный Капитал», що належить Булату Утемуратову.